# Lathosea spauldingi
Lathosea spauldingi är en fjärilsart som beskrevs av Barnes och Benjamin 1922. Lathosea spauldingi ingår i släktet Lathosea och familjen nattflyn. Inga underarter finns listade i Catalogue of Life.